# Marco Estell
Marco Estell (San Martín, 6 de diciembre de 1957) es un actor retirado argentino muy conocido por sus telenovelas y por los casos mediáticos en los que estuvo comprometido.

## Carrera
Estell debutó profesionalmente en televisión en 1977. En 1980 conoce en un concurso de galanes al libretista Luis Gayo Paz, quien le abrió las puertas el éxito. En 1983 protagonizó la telenovela Amar al salvaje protagonizada por Antonio Grimau y Gabriela Gili.
Fue popularmente conocido como un galán de telenovelas durante la década de 1980 y principios de los años 1990. La más popular de ellas, Dos para una mentira que protagonizó con Horacio Ranieri, Cristina del Valle y Graciela Cimer. En 1991 estelarizó junto a Viviana Saccone la tira Es tuya, Juan, escrita por Delia González Márquez.
En 1982 trabajó en el cine, en su única película, ¿Somos?, junto con Jorge Martínez y Olga Zubarry.

## Vida privada
Marco Estell conoció a su segunda esposa, la joven actriz Graciela Cimer (1963-1989), en un concurso de galanes que se hizo para una tira donde quedó como finalista.
En 1985 se lo relacionó sentimentalmente con la primera actriz y vedette Mariquita Gallegos, y dos años después con la también actriz y última mujer de Alberto Olmedo, Nancy Herrera.
El romance que tuvieron los actores Stell y Cimer se encontraba llena de celos enfermizos, prueba de ello, fue un incidente  ocurrido el 26 de diciembre de 1986 en Villa Carlos Paz, la noche en la que estrenaron la obra “Hay que casar a Luisito”. Al finalizar la función, el libretista Gayo Paz besó a Cimer: “Ese beso no estaba en el libreto” – protestó Estell, y le dio una trompada al guionista.
Fue el debut y despedida de la obra. También la ruptura de la relación de Estell con Gayo Paz. A partir de ese momento Estell y Cimer se quedaron sin trabajo y para sobrevivir comenzaron a dar clases de actuación.
En el año 1989 estando sin trabajo, su mujer, Graciela Cimer, lo atribuía a su participación en la campaña presidencial del expresidente Carlos Menem. Cimer, embarazada de tres meses y sumida en una fuerte depresión intentó suicidarse tomando barbitúricos pero pudo neutralizarse el efecto de la sobredosis.
El domingo 2 de julio de 1989, Graciela Cimer pone fin a su vida arrojándose desde el primer piso de la casa de sus padres en Sarandí, partido de Avellaneda, donde vivía con el actor.
Luego de su muerte sobrevino el escándalo entre el padre de Graciela y Estell, ya que el primero lo denunciaba por malos tratos hacia su hija, argumentando que la actriz le había confiado que su pareja la maltrataba y la golpeaba.
El actor se volcó entonces a la política. Declaró su apoyo a la candidatura presidencial de Carlos Menem y lo acompañó en giras por el interior del país, con otros artistas que, como él, cayeron en el olvido. En 1990 conoce a Claudia Garcia Gianolio, que estudiaba kinesiología y quería ser periodista. Se casaron el 10 de diciembre de 1990.
Luego, en 1992 Estell fue relacionado con otro caso policial, recordado como la masacre de General Villegas, en la que seis personas fueron asesinadas. El actor quedó vinculado por estar en pareja con la hija de una de las personas muertas. Las primeras sospechas cayeron sobre Estell y su novia, ya que se pensó que estaban atrás de la herencia de una casa, cosa que finalmente no sucedió.
En 1993, el Juzgado de Lomas de Zamora responsabilizó al médico Arraya Hernández de recetarle droga depresiva a la actriz Graciela Cimer y a Marco Estell de habérsela suministrado.
Desde ese momento su imagen se fue disipando del ambiente artístico y de la pantalla chica argentina, tal vez por su controvertida pelea con el mítico empresario Alejandro Romay, y con el autor y padre artístico Luis Gayo Paz, quienes lo habían catapultado a la fama.

## Filmografía
- 1982: ¿Somos?

## Televisión
- 1977: Vivir con mamá
- 1983: Amar al salvaje
- 1984: Paloma hay una sola
- 1985: No es un juego vivir
- 1986: Dos para una mentira
- 1986: Ese hombre prohibido
- 1990/1991: Es tuya, Juan

## Teatro
- 1978: La Roña.
- 1986: Teatro Candilejas, Marco inaugura el teatro con la comedia "Hay que casar a Luisito".
- 1987: Teatro Marconi, con producción propia y una obra de su autoría estrena " Una noche peculiar" junto a Graciela Cimer, Selva Mayo, Ricardo Morán y Cacho Bustamante.
- 1989-1991: Una gira en el norte Argentino con la obra "Mi simpático atorrante".
- 1999: La marquita del zorro, Teatro La Sombrilla de Villa Carlos Paz junto a Gladys Florimonte, Leo Rosenwasser, Flavia Miller y elenco.